# Baix Llobregat
Baix Llobregat is een comarca van de Spaanse autonome regio Catalonië. Het is onderdeel van de provincie Barcelona. In 2005 telde Baix Llobregat 757.814 inwoners op een oppervlakte van 485,70 km². De hoofdstad is Sant Feliu de Llobregat en de grootste stad van de comarca is Cornellà de Llobregat.

## Gemeenten
| Gemeente                | Inwoners | Gemeente                | Inwoners | Gemeente                  | Inwoners |
| ----------------------- | -------- | ----------------------- | -------- | ------------------------- | -------- |
| Abrera                  | 9839     | Begues                  | 5470     | Castelldefels             | 56.718   |
| Castellví de Rosanes    | 1370     | Cervelló                | 7350     | Collbató                  | 3337     |
| Corbera de Llobregat    | 12.025   | Cornellà de Llobregat   | 84.131   | Esparreguera              | 20.740   |
| Esplugues de Llobregat  | 46.550   | Gavà                    | 44.210   | Martorell                 | 25.766   |
| Molins de Rei           | 23.069   | Olesa de Montserrat     | 21.114   | Pallejà                   | 10.192   |
| La Palma de Cervelló    | 2923     | El Papiol               | 3686     | El Prat de Llobregat      | 63.190   |
| Sant Andreu de la Barca | 24.863   | Sant Boi de Llobregat   | 81.181   | Sant Climent de Llobregat | 3443     |
| Sant Esteve Sesrovires  | 6310     | Sant Feliu de Llobregat | 42.267   | Sant Joan Despí           | 31.162   |
| Sant Just Desvern       | 15.282   | Sant Vicenç dels Horts  | 26.676   | Santa Coloma de Cervelló  | 6964     |
| Torrelles de Llobregat  | 4604     | Vallirana               | 12.339   | Viladecans                | 61.043   |